# Wight Quadruplane

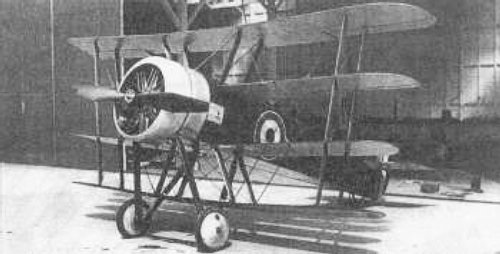
Wight Quadruplane

Wight Quadruplane byl pokusný čtyřplošník britského konstruktéra Howarda T. Wrighta, vyvíjený v letech 1916–1918. Byl inspirován úspěchy trojplošníku Fokker Dr.I. Při rozpětí 5,8 m by měl teoreticky být sice vysoce obratný, ale ani přes dlouhý vývoj nepřekročila stíhačka fázi zkušebního prototypu.
Letoun vyrobila firma J. Samuel White Co. na vlastní náklady.
Letoun měl rozpětí 5,8 m, délku 6,25 m a výšku	3,2 m. Motor Clerget 9Z o výkonu 110 hp (82 kW) ale konstrukci s obrovským čelním odporem nebyl schopen dát odpovídající rychlost. Ani po řadě přestaveb a úprav se nepodařilo nectnosti stroje odstranit. Vyroben byl jen jeden exemplář.